# 포틀랜드 브레이커스
| 보스턴 브레이커스 뉴올리언스 브레이커스 포틀랜드 브레이커스 |                                                                                        |
| 콘퍼런스                                                    | 동부 콘퍼런스 (1984년) 서부 콘퍼런스 (1985년)                                          |
| 디비전                                                      | 애틀릭 디비전 (1983년) 서던 디비전 (1984년)                                            |
| 설립연도                                                    | 1983년                                                                                 |
| 해체연도                                                    | 1985년                                                                                 |
| 역사                                                        | 보스턴 브레이커스 (1983년) 뉴올리언스 브레이커스 (1984년) 포틀랜드 브레이커스 (1985년) |
| 경기장                                                      | 니커슨 필드 루이지애나 슈퍼돔 시빅 스타디움                                            |
| 연고지                                                      | 매사추세츠주 보스턴 루이지애나주 뉴올리언스 오리건주 포틀랜드                          |
| 상징색                                                      | 브레이커 블루, 로열 블루, 은, 하양                                                     |
| 구단주                                                      | 조셉 카니자로                                                                          |
| 감독                                                        | 딕 코어리 (마지막 감독)                                                                |
| 리그 우승                                                   | -                                                                                      |
| 콘퍼런스 우승                                               | -                                                                                      |
| 디비전 우승                                                 | -                                                                                      |

보스턴 브레이커스/뉴올리언스 브레이커스/포틀랜드 브레이커스(Boston Breakers/New Orleans Breakers/Portland Breakers)는 1983년부터 1985년까지 매사추세츠주 보스턴/루이지애나주 뉴올리언스/오리건주 포틀랜드를 연고지로 하는 USFL의 서부 콘퍼런스 서던 디비전 소속 미식 축구팀이다.

## 역대 홈경기장
| 경기장                                                      | 사용기간 | 수용인원 | 장소                    | 비고 |
| ----------------------------------------------------------- | -------- | -------- | ----------------------- | ---- |
| 보스턴 브레이커스/뉴올리언스 브레이커스/포틀랜드 브레이커스 |          |          |                         |      |
| 니커슨 필드                                                 | 1983년   | 10,412명 | 매사추세츠주 보스턴     | 빈칸 |
| 루이지애나 슈퍼돔                                           | 1984년   | 73,208명 | 루이지애나주 뉴올리언스 | 빈칸 |
| 시빅 스타디움                                               | 1985년   | 21,144명 | 오리건주 포틀랜드       | 빈칸 |